# Juvines
Los Juegos venezolanos de Instituciones de educación superior o Juvines, son los eventos deportivos nacionales que reúnen a los atletas universitarios de todo el país. Los Juvines son organizados por la Federación Venezolana Deportiva de Educación Superior (FE VEDES).
Los deportes que se practican en los Juegos Universitarios de verano son: ajedrez, atletismo, baloncesto, béisbol, esgrima, fútbol, fútbol sala, gimnasia rítmica, judo, kickingball, lucha, softball, karate, waterpolo,  taekwondo, tenis, tenis de mesa, voleibol, voleibol de playa,  halterofilia y natación.

## Los primeros Juvines
Los primeros Juvines oficiales se celebraron en 1972 y fueron organizados por la Universidad del Zulia LUZ, siendo sede la ciudad de Maracaibo en el estado Zulia. Las jornadas de béisbol y ajedrez se realizaron en el Estadio Luis Aparicio El Grande.

## Juvines de 1974
Los Juvines de 1974 han sido los únicos juegos organizados por dos universidades distintas y en ciudades diferentes, siendo las sedes la Universidad del Zulia, (ciudad de Maracaibo) en el estado Zulia y la Universidad Central de Venezuela, ubicada en la ciudad de Caracas.
Posteriormente, estos juegos han tenido subsedes: en 1986 en las ciudades de Anzoategui y Sucre, en 2000 en Miranda y el Distrito Capital (hoy la Gran Caracas) y en 2002 en los núcleos de la Morita en Aragua de la UC y en la ciudad de Valencia. 
En la edición del 2004, cuando correspondió a la UCLA organizarlos por tercera vez, se llevaron hasta los núcleos foráneos de San Felipe (Yaracuy) y Acarigua-Araure (Portuguesa).[cita requerida]
En lo que va de las 16 diferentes ediciones, las instituciones anfitrionas han utilizado las instalaciones de varios de sus municipios, por la gran cantidad de atletas y deportes del programa.

## Los siguientes Juvines
Tras una ausencia de nueve años en 1983 la Universidad Central de Venezuela, ubicada en la ciudad de Caracas, sirvió de sede en la tercera edición de los juegos en homenaje al Bicentenario del nacimiento del Libertador Simón Bolívar.
En 1985 la Universidad de Los Andes se encargó de celebrar por primera vez los juegos a Los Andes que se llevaron a cabo en la Ciudad de los Caballeros o "Mérida (Venezuela)", siendo esta sede otorgada  en homenaje a la Universidad de los Andes en el marco del bicentenario de su creación.
En 1987 los juegos volvieron a Zulia organizados por su Universidad, haciendo un homenaje al bicentenario del nacimiento del General Rafael Urdaneta.

## Los Juvines bienales
A partir de 1990 los juegos se organizan cada dos años. Los VII Juvines fueron asumidos por la Universidad Centroccidental Lisandro Alvarado. En 1992 Barquisimeto nuevamente fue sede de los juegos.
En 1994 los VIII Juvines volvieron a la Ciudad de los Caballeros, que recibió a más de cuatro mil atletas, técnicos y directivos.
En 1996 la IX edición de los juegos se trasladó por primera vez al Oriente del país, siendo organizados por la Universidad de Oriente en sus sedes de Puerto La Cruz y Cumaná.
La Universidad Experimental del Táchira, en el marco de la celebración del XXV aniversario de su creación, organizó los X Juvines. En 1998, la sede fue San Cristóbal y participaron treinta universidades en 19 disciplinas deportivas.

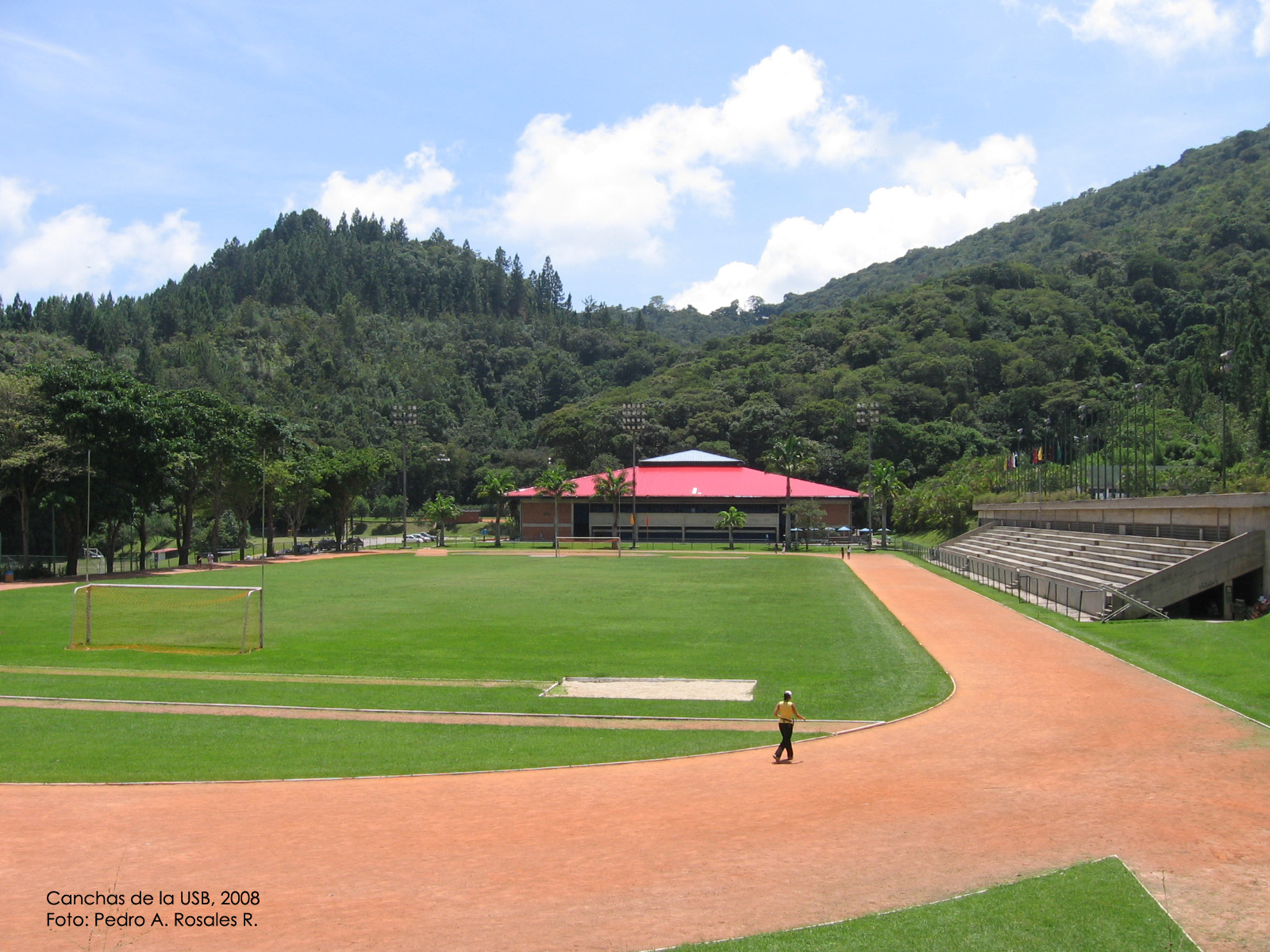
Cancha de la USB la Universidad Simón Bolívar cuenta con una de las mejores instalaciones deportivas del país.

En 2000 los XI Juvines volvieron a la capital, siendo organizados por la  Universidad Simón Bolívar, dejando una de las mejores instalaciones deportivas universitarias del país.
Los juegos se trasladaron por primera vez a Carabobo en el año 2002, siendo etiquetada la edición XII de los Juvines como la mejor de la historia, por su perfecta organización e instalaciones que tiene la Universidad de Carabobo.

## XIII Juegos en el Estado Lara
En 2004 los Juvines volvieron a ser organizados por tercera ocasión en la Universidad Centroccidental Lisandro Alvarado, tras ganar su candidatura de esta edición en la Asamblea General Extraordinaria realizada a finales del año 2003 en la ciudad de Margarita, Estado Nueva Esparta. Con un importante apoyo de las autoridades regionales se realizaron mejoras a la infraestructura deportiva universitaria, y bajo el lema "Los Juegos de la Excelencia" fueron llevados a cabo en 21 disciplinas deportivas. En esta ocasión se contó con la participación de 32 instituciones de educación superior y más de 3500 estudiantes-atletas. La tabla final de posiciones quedó de la siguiente manera: UC 560 puntos, CUAM 486 puntos, ULA 369 puntos, UCV 346 puntos, UCLA 305 puntos, UDO 201 puntos, UPEL 187 puntos, LUZ 125 puntos, UNELLEZ 80 puntos.

## XIV Juegos Deportivos Universitarios
En 2007, en una reunión efectuada en la ciudad de Caracas la Asamblea General de la FEVEDES otorgó la sede del evento a la Universidad Central de Venezuela, que al encontrarse en las etapas de organización debió afrontar la realidad de la falta de asignación presupuestaria, viéndose en la obligación de declinar su candidatura. Debido a ello y después de algunos meses de incertidumbre surge el movimiento estudiantil de la Universidad de Los Andes como los encargados de solventar la ayuda económica a todas las instituciones y hacer posible llevar a cabo estos XIV Juvines, igualando en tres veces a la Universidad Centroccidental Lisandro Alvarado en cuanto a organizaciones de este evento deportivo. Con la participación de 32 instituciones y más de 4000 estudiantes-atletas, la tabla final de posiciones de este evento fue la siguiente: ULA 549 puntos, UC 538 puntos, UPEL 391,5 puntos, CUAM 355 puntos, UCLA 223,5 puntos, UCV 216 puntos, UDO 205 puntos, LUZ 136 puntos, UNELLEZ 54 puntos.

## XV Juvines
En el 2008 la Asamblea General de la Federación Venezolana Deportiva de Educación Superior, aprobó la realización de la XV edición de los Juegos en la UPEL para el año 2009 en la ciudad de Barquisimeto, Estado Lara, tras la presentación de LUZ, UDO y UPEL como candidatas a la organización. Esta sería la primera vez que la universidad pedagógica auspiciaría el magno evento deportivo, pero problemas presupuestarios y la falta de apoyo por parte de los entes encargados derivaron en la imposibilidad de cumplir con los requerimientos exigidos para llevarlos a cabo, y en una asamblea realizada a finales de este año la Dirección de Deporte de la Universidad Nacional Experimental Politécnica de la Fuerza Armada Bolivariana planteó la posibilidad de llevar a cabo los juegos en el estado de Yaracuy contando con el apoyo financiero para todas las universidades que participaron en el evento y bajo el lema Juegos Bicentenarios, con la participación de 28 instituciones de educación Superior en 20 disciplinas deportivas y más de 4500 estudiante-atletas, la tabla final de posiciones fue: UC 489 puntos, CUAM 379 puntos, UNEFA 353 puntos, ULA 346 puntos, UCLA 207 puntos, UPEL 205 puntos, UCV 170 puntos, UNELLEZ 145 puntos, LUZ 125 puntos, UDO 80 puntos.

## XVI Juvines-UC
Los XVI Juegos Venezolanos de Institutos de Educación Superior, Juvines UC 2012 se celebraron del 27 de noviembre al 12 de diciembre en la ciudad de Valencia (Venezuela), con sede principal en la Universidad de Carabobo. Dichos juegos representan la etapa final del Programa correspondiente al bienio 2011-2012. Estas competiciones tuvieron como propósito fundamental la promoción e impulso de la práctica del deporte de Alto Rendimiento en las instituciones afiliadas y seleccionar lo más representativo del deporte universitario. La organización de los XVI Juvines UC-2012 fue responsabilidad de FEVEDES y las comisiones de: Control, Médica, Protocolo y Técnica, conjuntamente con la institución sede y su Comité Organizador.
Los XVI Juvines UC-2012 se realizaron en las instalaciones deportivas de la institución sede y en las instalaciones de las instituciones: Fundadeportes, alcaldías y otros organismos oficiales o privados ubicados en la ciudad sede y otras ciudades, previo al visto bueno de la Comisión Técnica Central y la Directiva de FEVEDES. En esta edición la sede principal fue la Universidad de Carabobo, institución que comparte el desarrollo de los juegos con subsedes en los estados Aragua, Vargas, Miranda y el área Metropolitana, en las instalaciones de la Universidad Central de Venezuela (UCV), Universidad Simón Bolívar (USB), Universidad Nacional Experimental Marítima del Caribe (UMC), Universidad Bolivariana de Venezuela (UBV), Universidad Militar Bolivariana de Venezuela (UBMV) y la Universidad Metropolitana (UNIMET).
Con la participación de 23 instituciones, los resultados de los juegos fueron los siguientes: UC 380 puntos, ULA 217 puntos, CUAM 151 puntos, UCLA 149 puntos, UNEFA 129 puntos, UCV 113 puntos, UNELLEZ 91 puntos, UPEL 83 puntos, UDO 60 puntos, UGMA 49 puntos, UFT 39 puntos.

## Sedes
| 1970 | I Juvines    | Bandera de Barquisimeto                       | Bandera de Barquisimeto                       | Universidad de la Región Centro Occidental                                    |                                                        |                                                        |                                                        |
| 1970 | I Juvines    | Barquisimeto                                  | Lara                                          | Universidad de la Región Centro Occidental                                    |                                                        |                                                        |                                                        |
| 1972 | II Juvines   | Bandera de Maracaibo · Bandera de Caracas     | Bandera de Maracaibo · Bandera de Caracas     | Universidad del Zulia Universidad Central de Venezuela                        | Universidad del Zulia Universidad Central de Venezuela | Universidad del Zulia Universidad Central de Venezuela | Universidad del Zulia Universidad Central de Venezuela |
| 1972 | II Juvines   | Maracaibo Caracas                             | Zulia Distrito Capital                        | Universidad del Zulia Universidad Central de Venezuela                        | Universidad del Zulia Universidad Central de Venezuela | Universidad del Zulia Universidad Central de Venezuela | Universidad del Zulia Universidad Central de Venezuela |
| 1983 | III Juvines  |                                               |                                               | Universidad Central de Venezuela                                              | Universidad Central de Venezuela                       | Universidad Central de Venezuela                       | Universidad Central de Venezuela                       |
| 1983 | III Juvines  | Caracas                                       | Distrito Capital                              | Universidad Central de Venezuela                                              | Universidad Central de Venezuela                       | Universidad Central de Venezuela                       | Universidad Central de Venezuela                       |
| 1985 | IV Juvines   |                                               |                                               | Universidad de Los Andes                                                      |                                                        |                                                        |                                                        |
| 1985 | IV Juvines   | Mérida                                        | Mérida                                        | Universidad de Los Andes                                                      |                                                        |                                                        |                                                        |
| 1987 | V Juvines    | Bandera de Maracaibo                          | Bandera de Maracaibo                          | Universidad del Zulia                                                         | Universidad del Zulia                                  | Universidad del Zulia                                  | Universidad del Zulia                                  |
| 1987 | V Juvines    | Maracaibo                                     | Zulia                                         | Universidad del Zulia                                                         | Universidad del Zulia                                  | Universidad del Zulia                                  | Universidad del Zulia                                  |
| 1990 | VI Juvines   | Bandera de Valencia (Venezuela)               | Bandera de Valencia (Venezuela)               | Universidad de Carabobo                                                       |                                                        |                                                        |                                                        |
| 1990 | VI Juvines   | Valencia                                      | Carabobo                                      | Universidad de Carabobo                                                       |                                                        |                                                        |                                                        |
| 1992 | VII Juvines  | Bandera de Barquisimeto                       | Bandera de Barquisimeto                       | Universidad Centroccidental Lisandro Alvarado                                 |                                                        |                                                        |                                                        |
| 1992 | VII Juvines  | Barquisimeto                                  | Lara                                          | Universidad Centroccidental Lisandro Alvarado                                 |                                                        |                                                        |                                                        |
| 1994 | VIII Juvines |                                               |                                               | Universidad de Los Andes                                                      |                                                        |                                                        |                                                        |
| 1994 | VIII Juvines | Mérida                                        | Mérida                                        | Universidad de Los Andes                                                      |                                                        |                                                        |                                                        |
| 1996 | IX Juvines   | Bandera de Cumaná · Bandera de Puerto La Cruz | Bandera de Cumaná · Bandera de Puerto La Cruz | Universidad de Oriente                                                        | Universidad de Oriente                                 | Universidad de Oriente                                 | Universidad de Oriente                                 |
| 1996 | IX Juvines   | Cumaná Puerto La Cruz                         | Sucre Anzoátegui                              | Universidad de Oriente                                                        | Universidad de Oriente                                 | Universidad de Oriente                                 | Universidad de Oriente                                 |
| 1998 | X Juvines    |                                               |                                               | Universidad Nacional Experimental del Táchira                                 |                                                        |                                                        |                                                        |
| 1998 | X Juvines    | San Cristóbal                                 | Táchira                                       | Universidad Nacional Experimental del Táchira                                 |                                                        |                                                        |                                                        |
| 2000 | XI Juvines   |                                               |                                               | Universidad Simón Bolívar                                                     | Universidad Simón Bolívar                              | Universidad Simón Bolívar                              | Universidad Simón Bolívar                              |
| 2000 | XI Juvines   | Caracas                                       | Distrito Capital                              | Universidad Simón Bolívar                                                     | Universidad Simón Bolívar                              | Universidad Simón Bolívar                              | Universidad Simón Bolívar                              |
| 2002 | XII Juvines  | Bandera de Valencia (Venezuela)               | Bandera de Valencia (Venezuela)               | Universidad de Carabobo                                                       |                                                        |                                                        |                                                        |
| 2002 | XII Juvines  | Valencia                                      | Carabobo                                      | Universidad de Carabobo                                                       |                                                        |                                                        |                                                        |
| 2004 | XIII Juvines | Bandera de Barquisimeto                       | Bandera de Barquisimeto                       | Universidad Centroccidental Lisandro Alvarado                                 |                                                        |                                                        |                                                        |
| 2004 | XIII Juvines | Barquisimeto                                  | Lara                                          | Universidad Centroccidental Lisandro Alvarado                                 |                                                        |                                                        |                                                        |
| 2007 | XIV Juvines  |                                               |                                               | Universidad de Los Andes                                                      |                                                        |                                                        |                                                        |
| 2007 | XIV Juvines  | Mérida                                        | Mérida                                        | Universidad de Los Andes                                                      |                                                        |                                                        |                                                        |
| 2010 | XV Juvines   |                                               |                                               | Universidad Nacional Experimental Politécnica de la Fuerza Armada Bolivariana |                                                        |                                                        |                                                        |
| 2010 | XV Juvines   | San Felipe                                    | Yaracuy                                       | Universidad Nacional Experimental Politécnica de la Fuerza Armada Bolivariana |                                                        |                                                        |                                                        |
| 2012 | XVI Juvines  | Bandera de Valencia (Venezuela)               | Bandera de Valencia (Venezuela)               | Universidad de Carabobo                                                       |                                                        |                                                        |                                                        |
| 2012 | XVI Juvines  | Valencia                                      | Carabobo                                      | Universidad de Carabobo                                                       |                                                        |                                                        |                                                        |